# Christopher Thomson
Christopher Birdwood Thomson, 1er baron Thomson, (13 avril 1875 - 5 octobre 1930) est un officier de l'armée britannique, ministre Travailliste et pair. Il est Secrétaire d'État de l'Air sous Ramsay MacDonald en 1924 et entre 1929 et 1930, lorsqu'il est tué dans la catastrophe du R101.

## Jeunesse
Né à Nasik (aujourd'hui Nashik) dans la province de Bombay en Inde dans une famille militaire, Thomson fréquente le Cheltenham College. Son père est le major-général David Thompson, Royal Engineers, et sa mère est la fille du major-général Christopher Birdwood; William Birdwood, 1er baron Birdwood est un autre petit-fils du major-général Birdwood.

## Carrière

### Militaire
Après avoir obtenu son diplôme de l'Académie royale militaire de Woolwich, en 1894, Thomson est nommé au Royal Engineers. Il sert d'abord à Maurice, puis participe à la seconde guerre des Boers (1899-1902) au cours de laquelle il commande une section de compagnie de campagne et est mentionné dans des dépêches. Il a également sa première rencontre avec l'aviation lorsqu'il est chargé d'aider la section RE Balloon à l'extérieur de Kimberley . Après la guerre, il devient instructeur à l'École de génie militaire de Chatham puis en Sierra Leone. Il est promu capitaine et major à brevet en 1904 et en 1909 rejoint le Army Staff College à Camberley. En 1911, il est au ministère de la Guerre et en 1912 il est nommé attaché militaire avec l'armée serbe pendant la première et la deuxième guerres des Balkans, après quoi il retourne au ministère de la Guerre en 1913 .
Pendant la Première Guerre mondiale Thomson sert pour la première fois au quartier général du Corps expéditionnaire britannique et est interprète militaire en chef entre John French et le général Joffre. En 1915, il est envoyé à Bucarest comme attaché militaire à l'initiative de Kitchener pour faire entrer la Roumanie dans la guerre. Mais une fois sur place, il se rend compte qu'une Roumanie mal préparée et mal armée face à une guerre sur trois fronts contre l'Autriche-Hongrie, la Turquie et la Bulgarie serait un handicap plutôt qu'un atout pour les alliés. Ce point de vue est écarté par Whitehall, et il signe une convention militaire avec la Roumanie le 13 août 1916. À la fin de 1916, il doit atténuer les conséquences de la capitulation de la Roumanie et il supervise la destruction des puits de pétrole roumains pour que l'Allemagne ne les exploitent pas .
Du 27 août 1917 au 27 mai 1918, Thomson est commandant du génie royal (CRE) de la 60e (2 / 2e division de Londres) en Palestine, commandant les ingénieurs de division dans la bataille de Beersheba, l'attaque sur la position de Sheria et la capture de Jérusalem. Il se distingue lors de la prise de Jéricho ,.
Après une carrière en temps de guerre à la fois derrière les lignes et au front, Thomson fait partie de la délégation britannique à la conférence de Versailles, mais condamne les termes de Versailles comme «contenant les germes d'une autre guerre». Comme en Roumanie où il suit une ligne politique (faire de la Roumanie un allié) avec laquelle il n'est pas d'accord, il trouve les deux expériences profondément négatives .

### Politique
Après Versailles, Thomson prend la décision d'entrer en politique et rejoint le Parti travailliste et la Fabian Society. Il se présente comme candidat travailliste dans deux bastions conservateurs, Bristol Central en 1922 et St Albans en 1923, mais ne parvient à remporter aucun des deux sièges . En 1924, cependant, le premier ministre travailliste nouvellement élu Ramsay MacDonald l'élève au rang de baron Thomson, de Cardington, dans le comté de Bedford. Il est admis au Conseil privé en même temps. Il est Secrétaire d'État de l'Air dans la première administration travailliste de Macdonald de 1924, interrompant brièvement l'emprise de sept ans de Samuel Hoare sur le poste. Ce n'est qu'en 1929 qu'il reprend le poste, servant à nouveau sous Macdonald. Dans l'intervalle, il est président de la Royal Aeronautical Society et du Royal Aero Club, et patron de la Ligue aérienne .

## Vie privée
Thomson est connu sous le nom de Kit pour sa famille et CB pour ses amis. En mars 1915, alors qu'il est attaché militaire britannique à Bucarest, il rencontre l'écrivaine franco-roumaine (mariée) la princesse Marthe Bibesco et lui reste fidèle pour le reste de sa vie. Ils correspondent régulièrement. Elle consacre quatre livres à "CBT" et vient sur le site de l'accident du R101 avec leur ami commun l'abbé Mugnier en décembre 1930 .
Son deuxième mandat est écourté par une tragédie lorsque Thomson meurt dans l'écrasement du dirigeable R101, un dirigeable conçu par le gouvernement, lors de son vol inaugural à Karachi en octobre 1930. L'accident coûte la vie à 48 personnes et conduit à l'annulation du programme de dirigeable britannique par le successeur de Thomson au poste de ministre de l'Air, Lord Amulree.

## Œuvres choisies
- Smaranda. Une compilation en trois parties , Lord Thomson de Cardington (Christopher Birdwood Thomson), Jonathan Cape, 1926.
- Lord Thomson of Cardington: Un mémoire et quelques lettres, Martha Bibescu, Jonathan Cape, 1932.